# Sudreana rugosa
Sudreana rugosa là một loài bọ cánh cứng trong họ Cerambycidae.